# Тверецкий, Александр Фёдорович
Александр Фёдорович Тверецкий (17 (30) ноября 1904 — 31 декабря 1992) — советский военачальник, генерал-майор артиллерии (20.01.1943), военный педагог, начальник Ростовского высшего артиллерийского инженерного училища в 1954―1956 годах.

## Биография
Родился в деревне Мусино в Волоколамском районе Московской области 17 ноября 1904 года (по старому стилю) в семье земских учителей. Учился в 1-й московской гимназии, в 1922 году окончил Яропольскую школу второй ступени. В 1919 году вступил в комсомол.
Окончил три курса Московского строительного техникума (1926 год). В том же году поступил на военную службу в РККА. Окончил Артиллерийскую школу (1930 год), Артиллерийскую академию им. Ф. Э. Дзержинского (1938 год), адъюнктуру при ней (1941 год).
Службу командиром начал в 37-м конно-артиллерийском дивизионе 7-го конно-артиллерийского полка 7-й Самарской кавалерийской дивизии.
Участник Великой Отечественной войны. Командир 2-го батальона сводного полка Академии, оборонявшего Москву на рубеже Красная Пахра — Подольск. Воевал в составе войск Северо-Западного, Южного и 4-го Украинского фронтов в должностях: начальник штаба гвардейских миномётных частей (ГМЧ) оперативной группы фронта, начальник оперативной группы фронта, командир 2-й гвардейской миномётной дивизии, заместитель командующего фронта по ГМЧ.
С 1945 года — командир бригады особого назначения (БОН) резерва Верховного Главнокомандования, которая дислоцировалась в Тюрингии, в г. Берка и занималась военным изучением ракет ФАУ-2 (транспортировка, работа на стартовой площадке, прицел, техника пуска). Совместно с его бригадой действовал институт Нордхаузен. С июня 1946 года по август 1948 года — первый командир 22-й бригады особого назначения РВГК (первого ракетного соединения в Союзе ССР), в 1947 году переброшенной на полигон Капустин Яр, где она осуществляла первые пуски боевых ракет дальнего действия.
В 1947 году руководил подготовкой к пуску первой в Союзе ССР баллистической ракеты А-4 (ФАУ-2). Работал вместе с С. П. Королёвым.
Затем — начальник Чебаркульского объединенного учебного артиллерийского полигона, начальник 1-го управления Государственного центрального полигона («Капустин Яр»), заместитель начальника училища, начальник Ростовского высшего артиллерийского инженерного училища (1954―1956). С 1956 года — старший преподаватель Военной академии Генерального штаба Вооружённых сил СССР на Особой кафедре специальной техники. Уволен с действительной службы в 1960 году.
Скончался 31 декабря 1992 года в Москве. Похоронен на Даниловском кладбище рядом с супругой. В 2011 году на его могиле была торжественно открыта мемориальная плита. Открытие было приурочено к 65-летию образования первого ракетного соединения Вооружённых Сил страны ― брОН РВГК, преемницами которой впоследствии стали 22-я бригада особого назначения (1950 год), 72-я инженерная бригада РВГК (1953 год) и 24-я ракетная дивизия.

### Награды
Награжден орденами Ленина (1956), Красного Знамени (1942, 1945, 1947, 1951), Красной Звезды (1944), Отечественной войны I степени (1943, 1985), Суворова II степени (1944), Кутузова II степени (1943), Богдана Хмельницкого II степени (1944) и различными медалями.